# Nouveau Parti démocratique du Yukon
Le Nouveau Parti démocratique du Yukon est un parti politique d'orientation social-démocrate et socialiste dans le territoire du Yukon, au Canada. 

## Origines et premières années
Le NPD-Yukon a formé le gouvernement sous Tony Penikett (1986-1992) et sous Piers McDonald (1996-2000). Sous son chef actuel, Todd Hardy, il a formé l'opposition officielle à l'Assemblée législative du Yukon jusqu'en mai 2006, lorsque des députés néo-démocrates faisant défection vers le Parti libéral du Yukon donnent un plus grand nombre de sièges à ce dernier, reléguant le NPD au statut de tiers parti. 
À la suite de l'élection générale du 10 octobre 2006, ce parti compte actuellement trois députés soit son chef Todd Hardy, Steve Cardiff et John Edzerza, un ancien membre du Parti du Yukon.
Le 11 octobre 2011, Liz Hanson a été victorieuse dans Whitehorse Centre. Elle a remercié les électeurs d'avoir accordé à son parti le statut d'opposition officielle avec ses six sièges et a promis de militer pour les questions de justice sociale.
En mai 2019, la députée de Takhini-Kopper King, Kate White, a été acclamée comme la nouvelle chef du parti, en remplacement de Hanson.

## Chef du parti
| Nom                      | Chef      | Premier ministre |
| ------------------------ | --------- | ---------------- |
| Fred Berger              | 1978-1981 | —                |
| Tony Penikett            | 1981-1995 | 1985-1992        |
| Piers McDonald           | 1995-2000 | 1996-2000        |
| Trevor Harding (intérim) | 2000      | —                |
| Eric Fairclough          | 2001-2002 | —                |
| Todd Hardy               | 2002-2009 | —                |
| Elizabeth Hanson         | 2009–2019 | —                |
| Kate White               | 2019-     | —                |

## Résultats électoraux
| Élection | # de candidats élus | % du vote populaire |
| -------- | ------------------- | ------------------- |
| 1978     | 1                   | 20,3 %              |
| 1982     | 6                   | 46,9 %              |
| 1985     | 8                   | 41,1 %              |
| 1989     | 9                   | 45,0 %              |
| 1992     | 6                   | 35,1 %              |
| 1996     | 11                  | 39,9 %              |
| 2000     | 6                   | 32,8 %              |
| 2002     | 5                   | 26,9 %              |
| 2006     | 3                   | 23,6 %              |
| 2011     | 6                   | 32,6 %              |
| 2016     | 2                   | 26,2 %              |
| 2021     | 3                   | 28,1 %              |